# Boniswil
Boniswil (gsw. Bonischwiu) – gmina (Einwohnergemeinde) w Szwajcarii, w kantonie Argowia, w okręgu Lenzburg. Liczy 1 404 mieszkańców (31 grudnia 2016).